# 尤斯蒂尼夫卡
49°20′26″N 25°11′30″E / 49.34056°N 25.19167°E

教堂

尤斯蒂尼夫卡（烏克蘭語：Юстинівка），是烏克蘭西部捷爾諾波爾州捷爾諾波爾區皮德海齐市镇内的村落。面積12.6平方公里，海拔高度356米，2001年人口367，人口密度每平方公里29.2人。

## 历史
该村庄建立于十八世纪晚期，位于皮德海齐东北方约13千米处。原先是德意志人聚居地，名为贝克尔斯多尔夫。魔术师汉斯·莫雷蒂于1928年在此地出生（出生时名为约翰内斯·克鲁。1945年，德意志人居民被迫迁离此地。